# Per-Erik Johnsson
Per-Erik "Perra" Johnsson, född 4 december 1958  i Molkom, Karlstad kommun, är en svensk ishockeytränare.

## Biografi
Per-Erik "Perra" Johnsson har spelat i Trollhättans HC, IF Nyedshov, Forshaga IF och Hammarö HC.  Han har varit tränare för Sunne IK, Grums HK, Skåre BK. Under SM-slutspelet 2005/2006 ledde han Färjestads BK till dess sjunde SM-guld. Säsongerna 2006/2007 och 2007/2008 tränade han Skellefteå AIK. Säsongen därpå tog han åter över Färjestad, tillsammans med Tommy Samuelsson, och ännu en gång förde han laget till SM-guld. Guldtränarparet splittrades dock till säsongen 2010/2011 och istället tog Johnsson över som tränare för Timrå IK med Clas Eriksson som assisterande. Han stannade där till slutet av 2011, då både Johnsson och Eriksson fick lämna sina poster efter svaga resultat. 
I april 2012 anställdes Johnsson som ny huvudtränare i AIK, men i december samma år, när AIK låg näst sist i tabellen, sparkades han. 4 januari 2015 blev Johnsson ny tränare för Modo Hockey efter att Anders Forsberg fått sparken. Senare samma år tog han över tränarrollen för Leksands IF, efter Sjur Robert Nilsen och Johan Rosén, som vid tillfället låg sist i Hockeyallsvenskan. Vid säsongens slut hade man dock tagit sig till SHL. Den 31 januari 2020 tog han över som tränare i IK Oskarshamn.
Johnson har även spelat fotboll i Hertzöga BK, och var med när laget spelade i division 1 1992. I yrkeslivet utanför ishockeyn har han arbetat som brandman.

## Uppdrag som tränare
- Färjestad BK (1999-2000), SHL, assisterande
- Skåre BK (2004-2005), Division 1
- Färjestad BK (2005-2006), SHL
- Skellefteå AIK (2006–2008), SHL
- Timrå IK (2010–2012), SHL
- AIK (2012–2013), SHL
- Värmland (2013-2014), TV-Pucken
- Färjestad BK U16 (2014-2015)
- MODO Hockey (2015–16), SHL
- Leksands IF (2016–2016), Allsvenskan
- Leksands IF (2016–2017), SHL
- IK Oskarshamn (2020), SHL